# Скалон, Михаил Николаевич
Михаи́л Никола́евич Скало́н (19 апреля 1874 — 23 февраля 1940) — русский генерал-лейтенант, герой русско-японской войны, участник Белого движения и Бредовского похода.

## Биография
Православный. Из дворян. Сын генерала от кавалерии Николая Антоновича Скалона, племянник генерала от кавалерии Дмитрия Антоновича Скалона.
Окончил Пажеский корпус (1894), был выпущен корнетом в лейб-гвардии Гусарский Его Величества полк.
Чины: поручик (1898), флигель-адъютант (1905), штабс-ротмистр (1906), ротмистр (1908), полковник (1912), генерал-майор (1914), генерал-лейтенант (1920).
В 1901 году вышел в запас. С началом русско-японской войны вернулся на службу. Удостоен ордена Св. Георгия 4-й степени
За мужество и храбрость, выказанные им 16 февраля 1905 года, когда японцы поставили 2 батареи и сосредоточили усиленный огонь по взводу 7-й батареи 26-й артиллерийской бригады, — штабс-ротмистр Скалон, приняв в командование этот взвод, за смертью командира его, и выкатив орудия за гребень, сильным скорострельным огнем нанес противнику большие потери и заставил японскую батарею замолчать.
В Первую мировую войну командовал 36-м Орловским пехотным полком (1914—1915), лейб-гвардии 4-м стрелковым полком (1915—1917) и 33-й пехотной дивизией (1917—1918).
Участвовал в Белом движении в составе ВСЮР. Командовал отрядом войск Новороссии генерал-лейтенанта Шиллинга (1919—1920) и сводной гвардейской пехотной дивизии группы войск генерал-лейтенанта Бредова. Участвовал в Бредовском походе. В Польше был интернирован, в июле вернулся в Крым. Барон Врангель назначил Скалона командиром 3-го армейского корпуса Русской армии (август-октябрь 1920 года). Во время Крымской эвакуации исполнял обязанности губернатора Таврии.
В 1920 году эмигрировал в Болгарию, в 1925 году переехал в Чехословакию. Состоял на службе у князя Шварценберга.
Умер в 1940 году в Противине (по другим данным — в Праге).

## Награды
- Орден Святой Анны 4-й ст. с мечами и бантом (1904);
- Орден Святого Станислава 3-й ст. с мечами и бантом (1904);
- Орден Святой Анны 3-й ст. с мечами и бантом (1904);
- Золотое оружие «За храбрость» (ВП 15.03.1906);
- Орден Святого Георгия 4-й ст. (ВП 25.02.1907).